# Turniej o Złoty Kask 2009
Turniej o Złoty Kask 2009 (ZK) w sporcie żużlowym – coroczny turniej żużlowy organizowany przez Polski Związek Motorowy.
Turniej o Złoty Kask w sezonie 2009 nie został rozegrany, z powodu przeciągającego się zakończenia rozgrywek ligowych w Polsce oraz złego stanu toru w Zielonej Górze. Początkowo zawody miały odbyć się pod koniec marca 2010 r., a następnie 17 kwietnia 2010 r., jednak z powodu żałoby narodowej po katastrofie lotniczej pod Smoleńskiem kilkukrotnie były przekładane. Ostatecznie rozegrane zostały 30 kwietnia w Zielonej Górze.
W turnieju, w którym wystartowało 14 zawodników, zwyciężył Janusz Kołodziej przed Piotrem Protasiewiczem i Krzysztofem Kasprzakiem. 

## Finał
- Zielona Góra, 30 kwietnia 2010
- Sędzia: Leszek Demski

| Msc. | Zawodnik            | Klub                 | Pkt |             |  |
| ---- | ------------------- | -------------------- | --- | ----------- |  |
| 1    | Janusz Kołodziej    | Unia Leszno          | 15  | (3,3,3,3,3) |  |
| 2    | Piotr Protasiewicz  | Falubaz Zielona Góra | 11  | (3,3,1,1,3) |  |
| 3    | Krzysztof Kasprzak  | Unia Tarnów          | 11  | (3,2,2,2,2) |  |
| 4    | Grzegorz Zengota    | Falubaz Zielona Góra | 10  | (3,1,3,0,3) |  |
| 5    | Adrian Miedziński   | KS Toruń             | 10  | (0,2,3,3,2) |  |
| 6    | Jarosław Hampel     | Unia Leszno          | 9   | (1,2,0,3,3) |  |
| 7    | Rafał Dobrucki      | Falubaz Zielona Góra | 9   | (1,2,3,1,2) |  |
| 8    | Sebastian Ułamek    | Unia Tarnów          | 9   | (2,3,1,2,1) |  |
| 9    | Wiesław Jaguś       | KS Toruń             | 8   | (0,3,2,3,0) |  |
| 10   | Tomasz Gapiński     | Stal Gorzów Wlkp.    | 7   | (1,1,1,2,2) |  |
| 11   | Ronnie Jamroży      | RKM Rybnik           | 6   | (2,0,2,2,0) |  |
| 12   | Krzysztof Jabłoński | Start Gniezno        | 6   | (2,1,1,1,1) |  |
| 13   | Piotr Świst         | Polonia Piła         | 4   | (0,1,2,0,1) |  |
| 14   | Tomasz Jędrzejak    | Unia Tarnów          | 3   | (2,0,0,1,w) |  |

Bieg po biegu:
1. Kasprzak, Jabłoński, Gapiński, Jaguś
2. Zengota, Jędrzejak, Hampel, Świst
3. Protasiewicz, Ułamek
4. Kołodziej, Jamroży, Dobrucki, Miedziński
5. Kołodziej, Kasprzak, Zengota
6. Protasiewicz, Dobrucki, Jabłoński, Jędrzejak
7. Ułamek, Hampel, Gapiński, Jamroży
8. Jaguś, Miedziński, Świst
9. Miedziński, Kasprzak, Ułamek, Jędrzejak
10. Zengota, Jamroży, Jabłoński
11. Dobrucki, Świst, Gapiński
12. Kołodziej, Jaguś, Protasiewicz, Hampel
13. Hampel, Kasprzak, Dobrucki
14. Kołodziej, Ułamek, Jabłoński, Świst
15. Miedziński, Gapiński, Protasiewicz, Zengota
16. Jaguś, Jamroży, Jędrzejak
17. Protasiewicz, Kasprzak, Świst, Jamroży
18. Hampel, Miedziński, Jabłoński
19. Kołodziej, Gapiński, Jędrzejak (w)
20. Zengota, Dobrucki, Ułamek, Jaguś